# Peter Wisgerhof
Peter Wisgerhof (* 19. November 1979 in Wageningen) ist ein ehemaliger niederländischer Fußballspieler. Der Verteidiger beendete seine Karriere im Jahr 2014, im Alter von 35 Jahren beim niederländischen Erstligisten FC Twente Enschede.

## Karriere

### Verein
Wisgerhof spielte für VV ONA '53, ehe er von den Nachwuchsscouts von Vitesse Arnheim gesichtet wurde. Zur Spielzeit 1999/2000 wurde der Verteidiger in den Profikader des Vereins aufgenommen. Schon in seinem ersten Jahr in der Eredivisie kam er auf 15 Ligaeinsätze. Trotzdem entschied sich der Vitesse-Vorstand, ihn in der Folgesaison an den Ligakonkurrent NEC Nijmegen auszuleihen. Dort setzte sich Wisgerhof durch und entwickelte sich zum Leistungsträger.
Nach einem Jahr Leihgeschäft verpflichtete ihn NEC. Mit Ausnahme der Saison 2004/05 bestritt er in acht Jahren in Nijmegen immer 30 oder mehr Begegnungen. Mit Nijmegen spielte der Abwehrspieler meist im Mittelfeld der Liga. Beste Platzierung war 2003, als der fünfte Platz erspielt wurde. Nach Abschluss des Ligajahres 2005, wählten ihn die NEC-Fans zum besten Spieler der Saison. In der Winterpause der Spielzeit 2008/09 warb ihn der FC Twente Enschede ab. Dort sollte er den zu Ajax Amsterdam abgewanderten Rob Wielaert ersetzen. Am Ende der Spielzeit wurde Wisgerhof mit dem Team niederländischer Vize-Meister und scheiterte im Pokalfinale im Elfmeterschießen am SC Heerenveen. Im Jahr darauf feierte er mit Twente den ersten Meistertitel für die Tukkers. In der Saison 2010/11 wurde er als Nachfolger Blaise Nkufos Mannschaftskapitän des FC Twente. Sein Vertrag wurde im Dezember 2010 bis Ende der Saison 2012/13 mit Option auf eine weitere Spielzeit verlängert.
Am 1. Juli 2014 wechselte er zum FC Twente Enschede. Nach der Saison 2014/15 beendete er seine aktive Zeit.

### Nationalmannschaft
Wisgerhof war Juniorennationalspieler der Niederlande. Für die U-21 absolvierte der Defensivspieler 13 Spiele und erzielte dabei ein Tor. Nach seinem Wechsel zu Twente Enschede 2009 wurde er erstmals für die B-Mannschaft der Niederlande nominiert und kam zum Einsatz.
In den Kader der A-Nationalmannschaft berief ihn Bondscoach Bert van Marwijk erstmals am 1. Oktober 2010 für die EM-Qualifikationsspiele am 8. Oktober 2010 in der Moldau und am 12. Oktober 2010 gegen Schweden. Seinen ersten Einsatz in Oranje feierte er zwei Tage vor seinem 31. Geburtstag am 17. November 2010 im Freundschaftsspiel gegen die Türkei in Amsterdam, als er in der zweiten Halbzeit für den verletzten Joris Mathijsen eingewechselt wurde.

## Erfolge

### Verein
- Niederländischer Meister mit dem FC Twente: 2009/10
- Niederländischer Pokalsieger mit dem FC Twente: 2011
- niederländischer Vizemeister: 2011
- niederländischer Superpokalsieger: Johan-Cruyff-Schaal 2010 (kein Einsatz)

### Individuell
- NEC-Spieler des Jahres: 2005